# 1996-os Formula–1 magyar nagydíj
A magyar nagydíj volt az 1996-os Formula–1 világbajnokság tizenkettedik futama.

## Futam
| Helyezés | #  | Versenyző             | Csapat/Motor       | Futott körök | Idő/Kiesés oka | Rajthely | Pontszám |
| -------- | -- | --------------------- | ------------------ | ------------ | -------------- | -------- | -------- |
| 1        | 6  | Jacques Villeneuve    | Williams-Renault   | 77           | 1:46:21,134    | 3        | 10       |
| 2        | 5  | Damon Hill            | Williams-Renault   | 77           | + 0,771        | 2        | 6        |
| 3        | 3  | Jean Alesi            | Benetton-Renault   | 77           | +84,212        | 5        | 4        |
| 4        | 7  | Mika Häkkinen         | McLaren-Mercedes   | 76           | + 1 kör        | 7        | 3        |
| 5        | 9  | Olivier Panis         | Ligier-Mugen-Honda | 76           | + 1 kör        | 11       | 2        |
| 6        | 11 | Rubens Barrichello    | Jordan-Peugeot     | 75           | + 2 kör        | 13       | 1        |
| 7        | 18 | Katajama Ukjó         | Tyrrell-Yamaha     | 74           | + 3 kör        | 14       |          |
| 8        | 16 | Ricardo Rosset        | Footwork-Hart      | 74           | + 3 kör        | 18       |          |
| 9        | 1  | Michael Schumacher    | Ferrari            | 70           | Gázadagoló     | 1        |          |
| 10       | 21 | Giovanni Lavaggi      | Minardi-Ford       | 69           | Kicsúszás      | 20       |          |
| Kiesett  | 4  | Gerhard Berger        | Benetton-Renault   | 64           | Motorhiba      | 6        |          |
| Kiesett  | 15 | Heinz-Harald Frentzen | Sauber-Ford        | 50           | Elektronika    | 10       |          |
| Kiesett  | 14 | Johnny Herbert        | Sauber-Ford        | 35           | Motorhiba      | 8        |          |
| Kiesett  | 2  | Eddie Irvine          | Ferrari            | 31           | Váltó          | 4        |          |
| Kiesett  | 20 | Pedro Lamy            | Minardi-Ford       | 24           | Felfüggesztés  | 19       |          |
| Kiesett  | 8  | David Coulthard       | McLaren-Mercedes   | 23           | Motorhiba      | 9        |          |
| Kiesett  | 17 | Jos Verstappen        | Footwork-Hart      | 10           | Kicsúszás      | 17       |          |
| Kiesett  | 12 | Martin Brundle        | Jordan-Peugeot     | 5            | Kicsúszás      | 12       |          |
| Kiesett  | 10 | Pedro Diniz           | Ligier-Mugen-Honda | 1            | Ütközés        | 15       |          |
| Kiesett  | 19 | Mika Salo             | Tyrrell-Yamaha     | 0            | Ütközés        | 16       |          |

## A világbajnokság élmezőnyének állása a verseny után
| H  | Versenyzők         | Pont | H  | Konstruktőrök    | Pont |
| -- | ------------------ | ---- | -- | ---------------- | ---- |
| 1. | Damon Hill         | 79   | 1. | Williams-Renault | 141  |
| 2. | Jacques Villeneuve | 62   | 2. | Benetton-Renault | 51   |
| 3. | Jean Alesi         | 35   | 3. | Ferrari          | 38   |
| 4. | Michael Schumacher | 29   | 4. | McLaren-Mercedes | 37   |
| 5. | Mika Häkkinen      | 19   | 5. | Jordan-Peugeot   | 15   |

## Statisztikák
Vezető helyen:
- Michael Schumacher: 18 (1-18)
- Jacques Villeneuve: 51 (19-21 / 25-58 / 64-77)
- Damon Hill: 8 (22-24 / 59-63)

Jacques Villeneuve 3. győzelme, Michael Schumacher 14. pole-pozíciója, Damon Hill 17. leggyorsabb köre.
- Williams 93. győzelme.